# Spitalkirche Heilig Geist (Dillingen an der Donau)

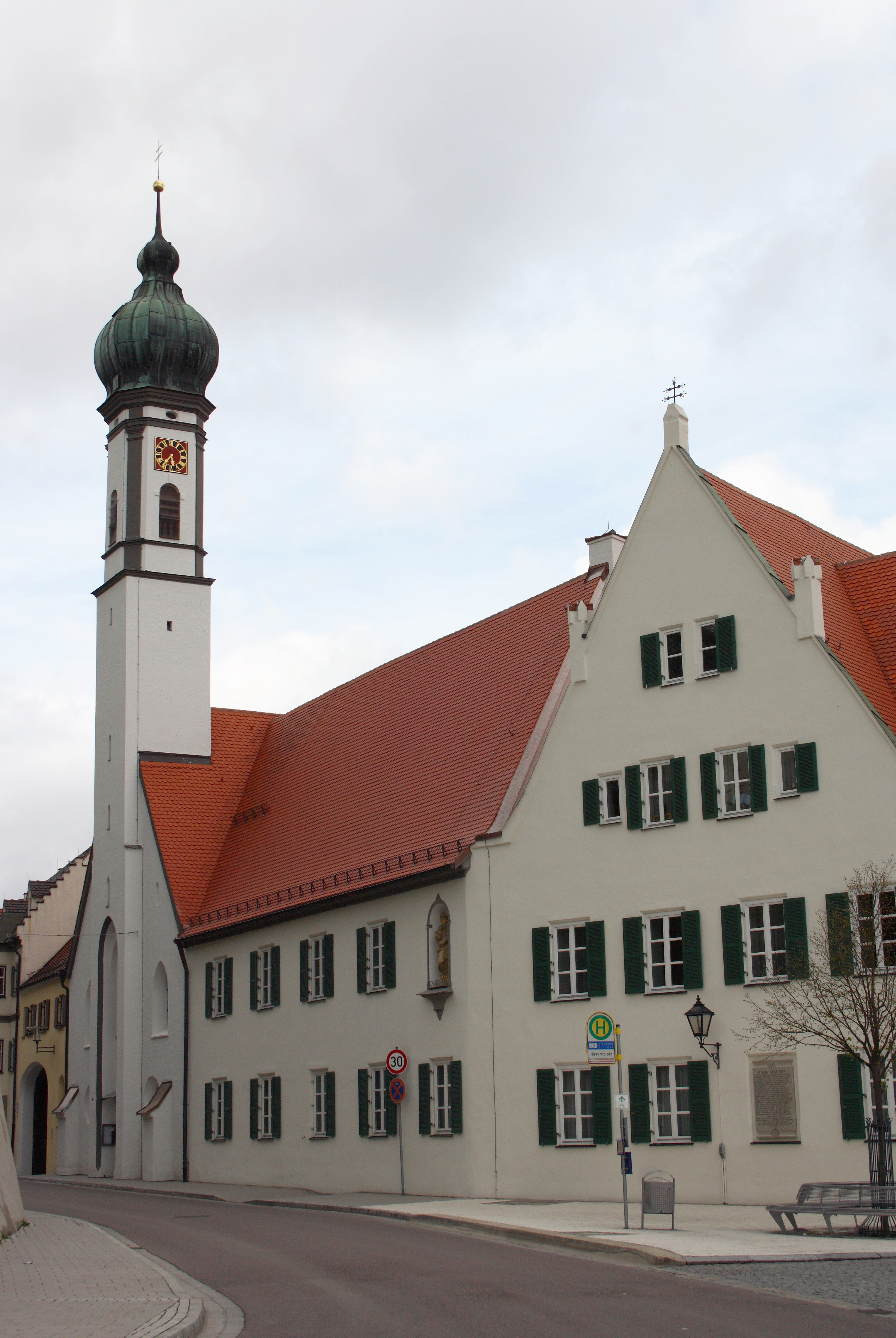
Spitalkirche Heilig Geist in Dillingen

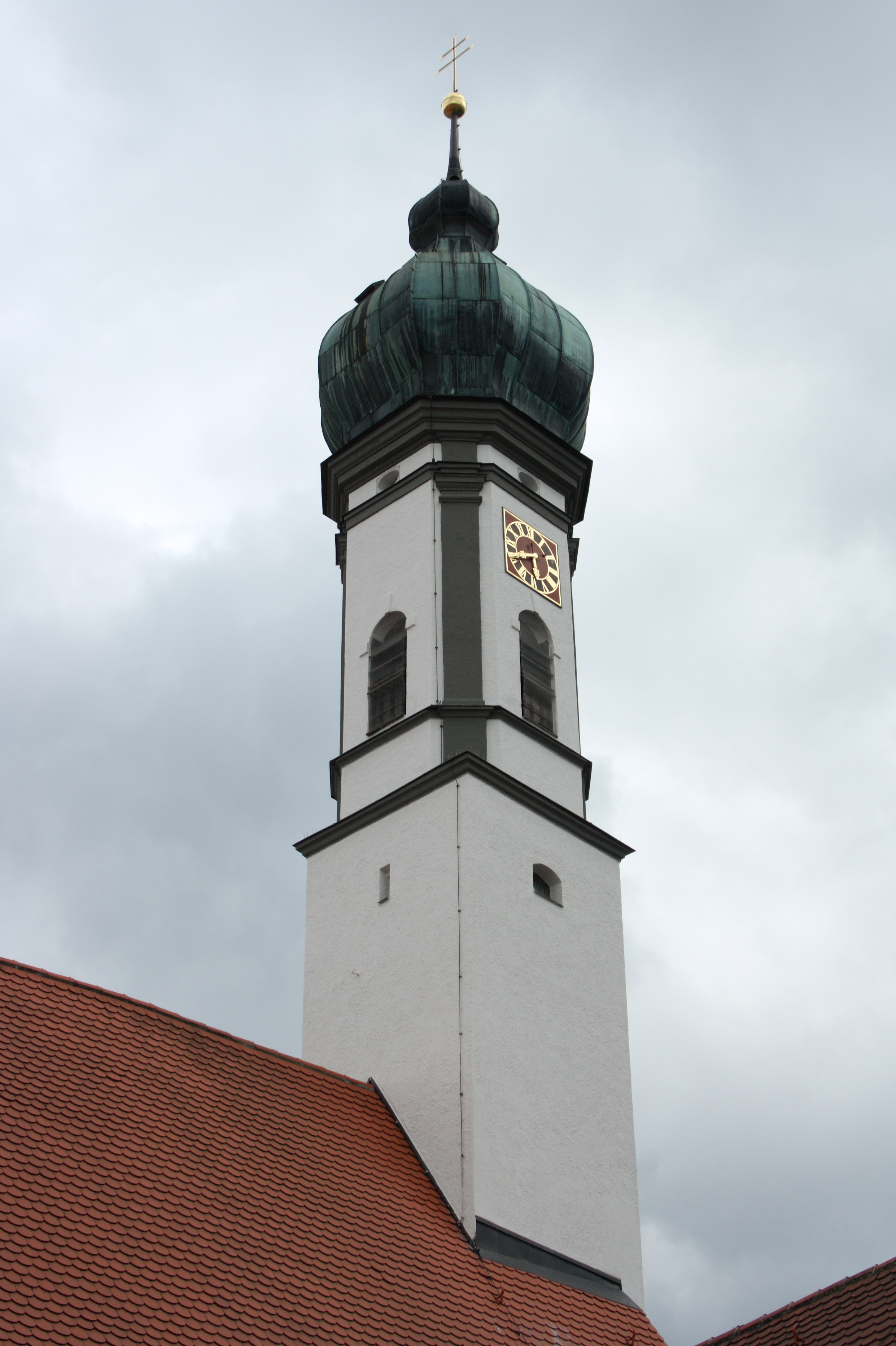
Dachreiter mit Zwiebelhaube

Die römisch-katholische Spitalkirche Heilig Geist in Dillingen an der Donau, einer Stadt im bayerischen Regierungsbezirk Schwaben, ist ein spätgotischer Bau aus der Zeit um 1500. 1687 wurde die Kirche im Stil des Barock umgestaltet und mit Wessobrunner Stuck ausgestattet.

## Geschichte
Das Dillinger Spital, eine Stiftung des Grafen Hartmann IV. von Dillingen und seines Sohnes Hartmann V., Bischof von Augsburg, wurde 1257 in einer Schenkungsurkunde erstmals erwähnt. Darin statteten die beiden Grafen das Spital mit Gütern in Dillingen und Wittislingen aus. Bis um 1300 stand das Spital unter der Leitung von Augustiner-Chorherren, an deren Stelle nach ihrer Auflösung ein Spitalmeister trat. Zwar nimmt man an, dass das Spital bereits bei der Gründung eine dem Heiligen Geist geweihte Kapelle besaß, eine Spitalkirche ist jedoch erst 1448 schriftlich bezeugt, als das in Wertingen gelegene Kloster Weihenberg inkorporiert wurde. Unter Fürstbischof Friedrich II. von Zollern (1486–1505) wurden die Spitalgebäude vergrößert und in die Stadtbefestigung miteinbezogen. Die Spitalkirche erhielt in dieser Zeit ihre heutige äußere Gestalt. 1687 erfolgte die Barockisierung des Innenraums unter dem Fürstbischof Johann Christoph von Freyberg (1665–1690). Die Arbeiten wurden vermutlich von Johann Schmuzer geleitet, der mit seinen Wessobrunner Stuckateuren den schweren Stuckdekor schuf. 1746/47 errichteten Franz Xaver Kleinhans und Balthasar Suiter das Obergeschoss der Sakristei. Das Turmoktogon wurde um 1756 von Johann Michael Suiter aufgebaut. 1995 wurde eine Außenrenovierung durchgeführt. Bei der Innenrenovierung von 1998/99 wurde die 1934 wiederhergestellte barocke Farbgebung, die zwischenzeitlich von einer Weiß-Grau-Deckung überzogen worden war, wieder freigelegt.

## Architektur

### Außenbau
Über dem Mittelrisalit der Westfassade erhebt sich der hoch aufragende, schlanke Dachreiter mit doppelter, kupferblechgedeckter Zwiebelhaube. Der oktogonale Aufbau sitzt auf einem umlaufenden Sockelgesims, seine abgeschrägten Ecken werden von toskanischen Pilastern verstärkt. An vier Seiten öffnen sich große, segmentbogige Klangarkaden, über denen an der Nord- und Südseite Uhrzifferblätter angebracht sind. Das Attikageschoss ist von querovalen Öffnungen durchbrochen und nach unten und zum Dach durch ein reich profiliertes Gesims abgegrenzt.
In den Turmrisalit ist das außen spitzbogige Westportal eingeschnitten. Die Westfassade ist unten von zwei runden Fenstern und auf Emporenhöhe von zwei Spitzbogenfenstern durchbrochen, über denen sich kleine spitzbogige Blendfelder befinden.

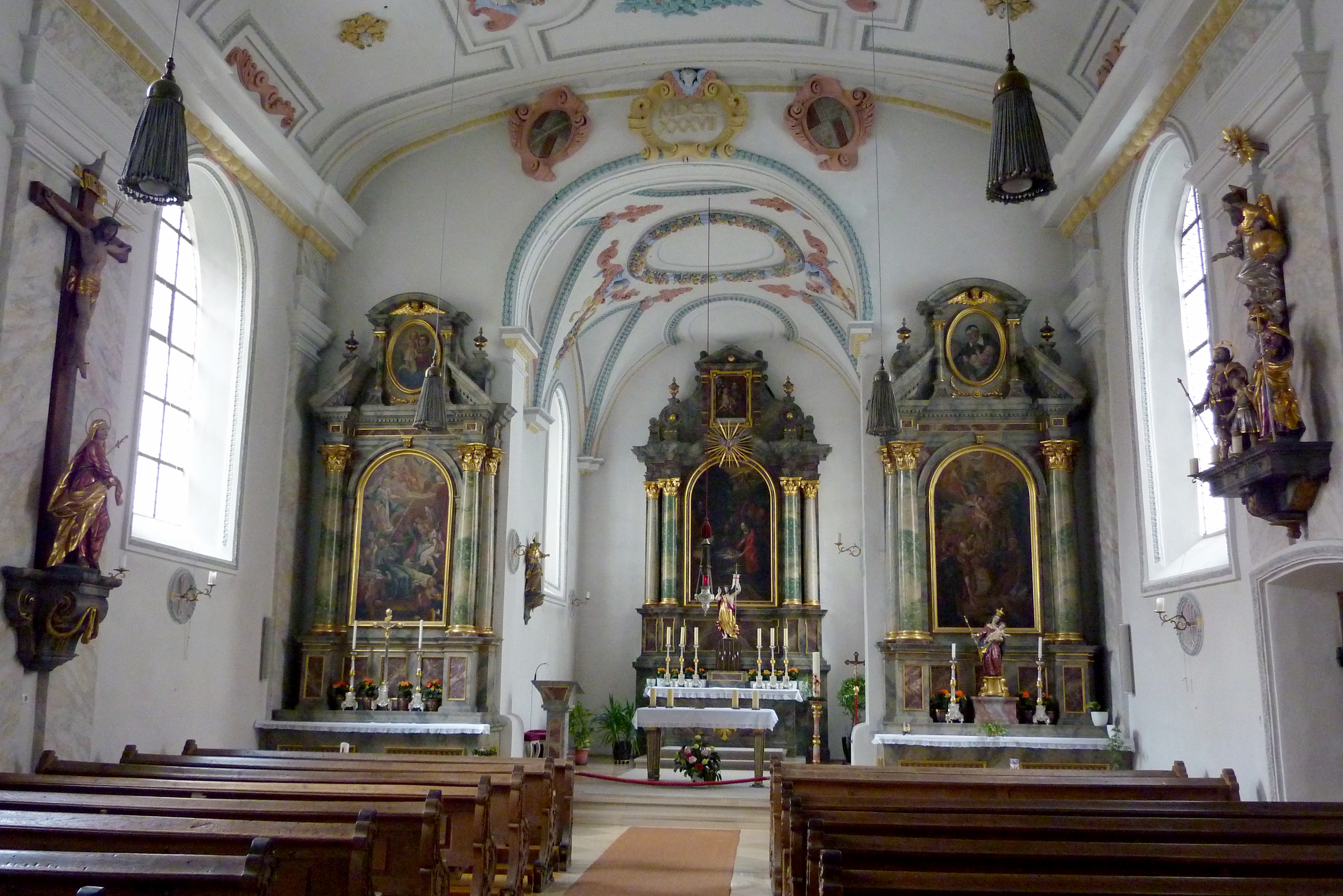
Innenraum

### Innenraum
Das einschiffige Langhaus ist in vier Joche unterteilt und weist einen unregelmäßigen Grundriss auf. Es wird von einer mit Gurtbögen unterfangenen Korbbogentonne gedeckt. Die Wände gliedern flache toskanische Doppelpilaster, die mit dem Kranzgesims der Längsseiten verkröpft sind. Unter dem Kranzgesims verläuft ein Eierstabfries. Ein gestelzter Rundbogen mit profilierten Kämpfern öffnet das Langhaus im Osten zu dem stark eingezogenen, rechteckigen Chor, der um eine Stufe erhöht ist und von einer Stichkappentonne gedeckt wird. Die außen spitzbogigen Fenster des Langhauses wie des Chores sind innen rundbogig. Den westlichen Abschluss bildet eine auf Eisensäulen aufliegende Empore aus der Zeit um 1880, deren geschweifte Brüstung mit flachen Blendfeldern verziert ist. Ein schmiedeeisernes Gitter aus der gleichen Zeit trennt den Raum unter der Empore vom restlichen Kirchenschiff.
Im Nordwesten öffnet sich unter der Empore die rechteckige Kerkerkapelle, die ein   Kreuzgratgewölbe deckt und in deren Rundbogennische sich die Skulptur Christus an der Geißelsäule (um 1730) von Johann Georg Bschorer und zwei Engelsputten von Joseph Anton Libigo von 1706 befinden.

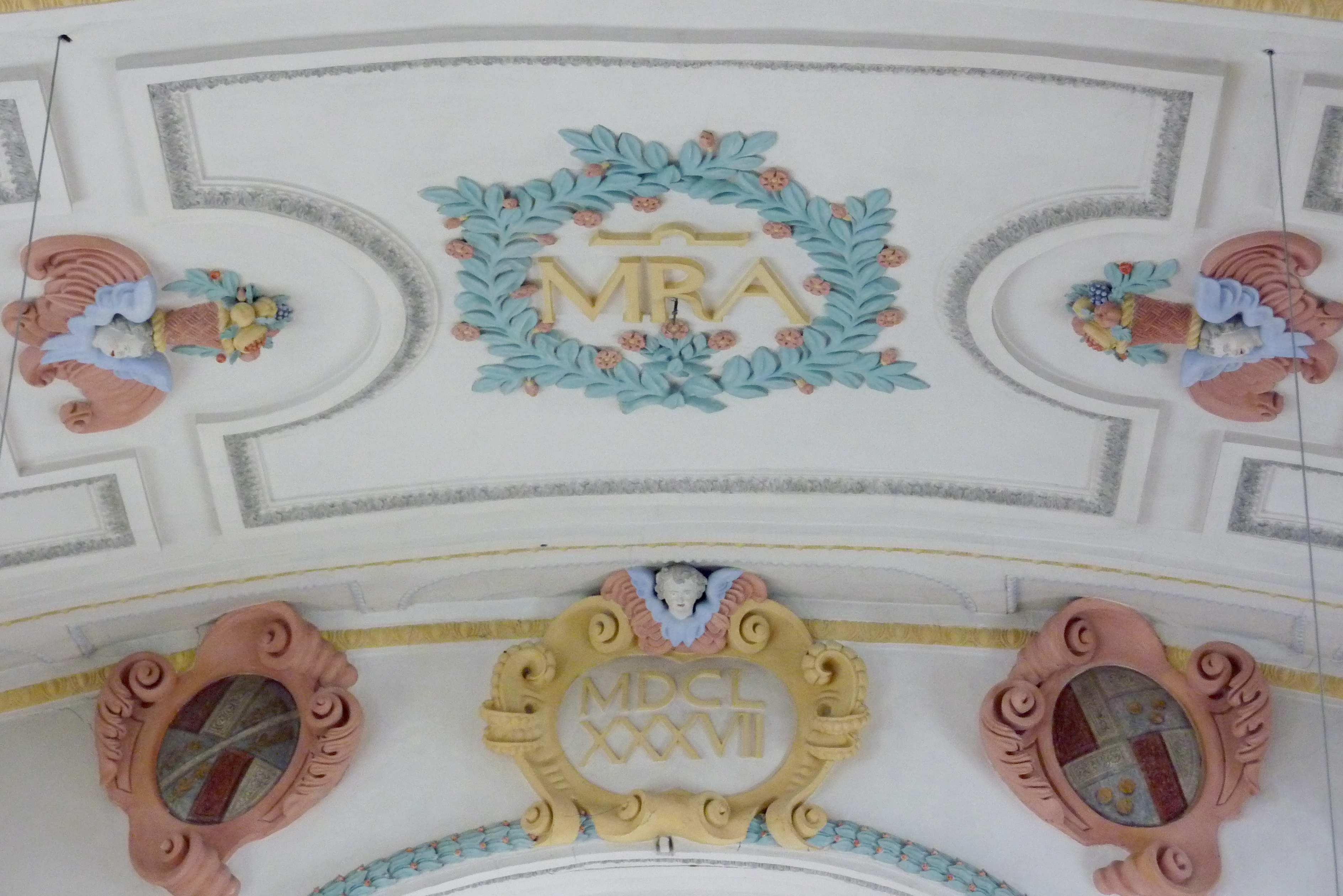
Stuckdekor mit Wappen und der Jahreszahl 1687

## Stuck
In Stuckkartuschen über dem Chorbogen ist links das Wappen des Stifters des Spitals, des Bischofs Hartmann V., rechts das Wappen des Auftraggebers des Umbaus, des Fürstbischofs Johann Christoph von Freyberg, untergebracht. In der Mitte steht die Jahreszahl MDCLXXXVII (1687), das Jahr der barocken Umgestaltung. An der Decke des Langhauses finden sich in Medaillons aus Blattwerk die Monogramme von Maria, Christus und Joseph. Geometrischer Rahmenstuck gliedert das Gewölbe in Felder, die mit Blattrosetten, geflügelten Engelsköpfen mit Fruchtkörben und kräftigen Akanthusranken gefüllt sind.

## Orgel
Die heutige Orgel wurde 1972 bei der Restaurierung der Spitalkirche von der Orgelbaufirma Sandtner aus Dillingen eingebaut. Diese Orgel war 1886 von dem Orgelbauer Balthasar Pröbstl ursprünglich für die Kirche Mariä Himmelfahrt, die Klosterkirche der Dillinger Franziskanerinnen, angefertigt worden. Als die Klosterkirche eine neue Orgel erhielt, übernahm die Firma Sandtner die Pröbstl-Orgel, restaurierte sie und verwendete sie als Leihorgel.

## Ausstattung

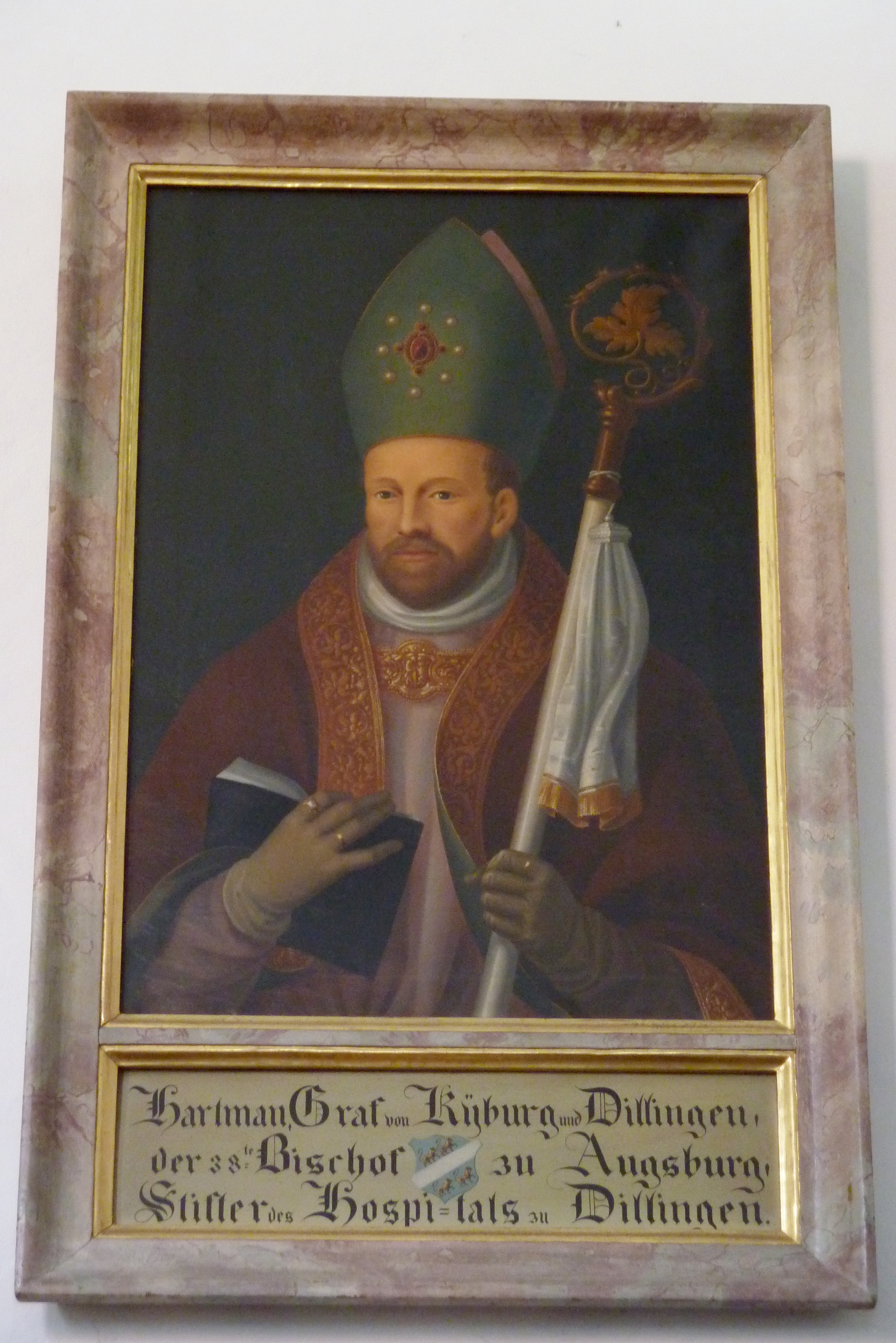
Stifterbild aus der ersten Hälfte des 19. Jahrhunderts, Graf Hartmann V., Bischof von Augsburg

- Das Holzkruzifix an der Nordwand wird um 1500 datiert.
- Die Figur der Schmerzensmutter unter dem Kreuz wurde von Johann Michael Fischer 1784/85 geschaffen.
- An der Emporenbrüstung befindet sich ein Relief mit der Darstellung der Anna selbdritt, eine Arbeit der Ulmer Schule aus dem Umfeld von Jörg Syrlin dem Jüngeren, die um 1510 datiert wird.
- Die Figurengruppe Heiliger Wandel oder Heilige Familie auf Wanderschaft ist um 1690 entstanden und stellt Maria, Josef und Jesus als Kind mit Wanderstäben ausgerüstet dar.
- Über dem Heiligen Wandel schwebt Gottvater mit einer Weltkugel in der Hand auf einer Wolke, aus der ein Engelskopf ragt, eine Skulptur des Bildhauers Stephan Luidl von 1733.
- Das Stifterbild mit der Darstellung des Bischofs Hartmann V. stammt aus der ersten Hälfte des 19. Jahrhunderts. Es ist einem Vorbild des 17. Jahrhunderts nachempfunden.